# Fabio Facchini
Fabio Facchini (Lugo, 24 gennaio 1961) è un arbitro di pallacanestro italiano.

## Carriera professionale
Nel 1976, all'età di 15 anni, si iscrive ad un corso per arbitro di pallacanestro. Non avendo mai giocato, segue gli allenamenti in palestra della Jolly Colombani a Forlì e della Virtus Imola. Il suo debutto con il fischietto avviene il 7 febbraio 1977 nel campionato Juniores.
Nel frattempo consegue la maturità in un Istituto tecnico industriale ed inizia a lavorare. La carriera lavorativa e quella come arbitro continuano in parallelo. Il 30 giugno 1989 è promosso nella Lega Basket Serie A, il massimo campionato italiano.
Il 30 settembre 1993 Facchini viene nominato Arbitro Internazionale; da allora la pallacanestro è stata il suo unico mestiere.
Ha arbitrato per 26 stagioni in Serie A e per 19 anche a livello internazionale: due Mondiali, tre Europei e un'Olimpiade (Pechino 2008). È stato designato a Pechino insieme a Luigi Lamonica. I due tennero un diario online della loro esperienza sul sito web dell'Associazione Italiana Arbitri Pallacanestro.

Ha diretto la sua ultima partita il 17 giugno 2012 (Gara 5 della finale scudetto tra Montepaschi Siena e Armani Milano).
Nel 2013 è stato nominato "responsabile unico degli arbitri di Lega 1" (Consiglio Federale del 17 luglio).

### Sanzioni disciplinari
Ad aprile 2011 è stato sospeso per una settimana dal Comitato Arbitri per aver tenuto, secondo l'osservatore arbitrale, «un comportamento insolente e borioso».
Nell'ottobre 2011 è stato sospeso per una partita per aver commesso sei errori su venticinque domande nei test scritti sul regolamento tecnico.

## Opere
- Fabio Facchini, Mai sotto canestro. 40 anni con il fischietto, Libreria dello sport, 2018, ISBN 8861270603.